# Palaver Point
Der Palaver Point ist eine Landspitze an der Westküste von Two Hummock Island im Palmer-Archipel westlich der Antarktischen Halbinsel.
Luftaufnahmen entstanden zwischen 1955 und 1957 bei der Falkland Islands and Dependencies Aerial Survey Expedition. Benannt ist die Landspitze nach der Geräuschkulisse, die von der hier befindlichen Pinguinkolonie ausgeht und an ein Palaver erinnert.